# André Donneur
Pour les articles homonymes, voir Donneur.
André Donneur, Ph.D., né le 24 novembre 1938 à Genève, est professeur à l'Université du Québec à Montréal depuis 1969 après avoir enseigné à l'Université Laurentienne de Sudbury de 1966 à 1969. Il fut membre fondateur du département de science politique de l'UQAM. 
Il fut membre du conseil d'administration de l'ACFAS (1968-1970), président de la société canadienne de science politique (1970-1972), membre invité du comité d'analyse des politiques du ministère canadien des affaires extérieures (1972-1973), directeur du département de science politique de l'UQAM (1974-1976), président du conseil canadien de recherche en sciences sociales (1976-1977) et a été membre (1985-1991) du comité exécutif de l'association internationale de science politique et (1986-1992) du comité consultatif de la Revue internationale de science politique. Il a fait partie en 1983 et 1989 de la délégation canadienne à l'Assemblée générale des Nations unies et celle de la conférence de Genève sur le désarmement en mars 1984 ainsi que participant à la conférence d'Ottawa qui créa la Convention sur l'interdiction des mines antipersonnel (décembre 1997). 
Il a publié ou collaboré à des dizaines d'ouvrages sur la politique étrangère canadienne, les forces transnationales et la sécurité régionale comparée. Il a reçu la médaille du jubilé de la Reine pour sa contribution scientifique en 1977. Il est le directeur du Groupe de recherche sur la politique étrangère canadienne (GREPEC),.

## Ouvrages et chapitres d'ouvrages en collaboration
Parmi ses ouvrages principaux et contributions : 
- Histoire de l'union des partis socialistes pour l'action internationale (1920-1923), Université de Genève IUHEI / Université Laurentienne, Sudbury, 1967 (thèse de doctorat)
- Le facteur américain dans la politique extérieure canadienne, Annales d'études internationales, Genève, 1971
- Le fédéralisme suisse dans Fédéralisme et nations, éd. par R. Serbyn, Montréal, Presses de l'Université du Québec, 1971
- Le Canada et la sécurité européenne dans La sécurité européenne dans les années 1970-1980, Québec, Centre québécois des relations internationales, 1973
- Le Canada et le système pan européen dans Le Canada et le Québec sur la scène internationale, Centre québécois des relations internationales/Montréal, Presses de l'Université du Québec, 1977
- La reconstruction de l'Europe - The Reshaping of Europe 1944-1949, Centre interuniversitaire d'études européennes, Montréal, 1982
- L'Internationale socialiste, Paris, Presses universitaires de France, 1983
- L'Alliance fragile, Montréal, Nouvelle optique, 1984
- À la recherche de mes racines, Montréal, Lidec, 1984 (contribution à l'ouvrage de G. Cachat)
- Le Canada entre le monde et les États-Unis : un pays en quête d'une politique étrangère renouvelée, North York (Ontario), Captus Press, 1988
- La politique étrangère de Pearson à Trudeau: entre l'internationalisme et le réalisme, dans L'ère des libéraux : le pouvoir fédéral de 1963 à 1984, éd. par Y. Bélanger et D. Brunelle, Sillery, Presses de l'Université du Québec, 1988
- Le Canada et les relations Est-Ouest, dans De Mackenzie King à Pierre Trudeau : 40 ans de diplomatie canadienne, 1945-1985, éd. par P. Painchaud, Québec, Presses de l'Université Laval, 1989
- La politique du Canada à l'égard de l'Amérique latine et les contraintes du système international, dans Le Canada et le Mexique: Autonomie et interdépendance, éd. par C. Hector, Montréal, UQAM, 1989
- Regards sur le système militaire du Canada, Toulouse, Presses de l'institut d'études politiques, 1989
- Le Canada à l'ère de l'après-guerre froide et des blocs régionaux : une politique étrangère de transition, North York (Ontario), Captus Press, 1993 (avec P. Soldatos)
- Politique étrangère canadienne, Montréal, Guérin universitaire, 1994
- Les forces transnationales, Montréal, Guérin universitaire, 1996
- La politique extérieure du Canada 1995 : un tournant de la politique étrangère et de défense, Coop-UQAM, 1996
- La politique extérieure du Canada 1996, priorité à l'économie, Montréal, Coop-UQAM, 1997
- Les affaires extérieures et la diplomatie, dans L'État administrateur: modes et émergences, éd. par P. P. Tremblay et A. Bernard, Ste-Foy, Presses de l'Université du Québec, 1997
- La politique extérieure du Canada 1997-1998 : priorité à l'Asie-Pacifique, Montréal, Coop-UQAM, 1999
- Canada and the enlargement of NATO, dans The future of NATO, éd. par C.P. David et J. Lévesque, Montréal-Kingston, McGill Queen's University Press, 1999 (avec M. Bourgeois)
- Journaux:
  - « La Presse » dans L'Encyclopédie canadienne, Historica Canada, 1985–.   (consulté le 26 septembre 2019).
  - « Le Soleil » dans L'Encyclopédie canadienne, Historica Canada, 1985–.   (consulté le 26 septembre 2019).
  - « Le Devoir » dans L'Encyclopédie canadienne, Historica Canada, 1985–.   (consulté le 26 septembre 2019).
  - « L'Actualité » dans L'Encyclopédie canadienne, Historica Canada, 1985–.   (consulté le 26 septembre 2019).
- La Méditerranée occidentale : un système en transition, Toulouse, Presses de l'Université des sciences sociales (Centre Morris Janowitz), 2000
- La sécurité régionale au tournant du siècle : une étude comparative des systèmes paneuropéen et de l'Asie-Pacifique, dans La sécurité internationale d'un siècle à l'autre, éd. par M. Bacot-Décriaud, Paris, L'Harmattan, 2001
- Le système paneuropéen à la croisée des chemins : sécurité transatlantique, eurocentrée ou euroasiatique, dans La sécurité de l'Europe et les relations transatlantiques au seuil du XXIe siècle, éd. par Y. Jeanclos, Bruxelles, Bruylant, 2003
- Immigration et sécurité frontalière : les politiques canadiennes et américaines et la coopération internationale, avec V. Chirica dans Le Canada dans l'orbite américaine : la mort des théories intégrationniste ?, éd. par A. Legault, Québec, Les Presses de l'Université Laval, 2004
- Les conséquences des évènements du 11 septembre sur l'autonomie de la politique étrangère canadienne: les mesures de sécurité et la nouvelle législation antiterroriste, avec S.Roussel et V. Chirica, dans Terrorisme et Sécurité internationale, Bruxelles, Bruylant, 2004
- Le Canada, les États-Unis et le monde, La marge de manœuvre canadienne, Les Presses de l'Université Laval, 2005
- Le Canada, l'Union européenne et le 11 septembre: législation comparée et coopération canado-européenne en matière de lutte contre le terrorisme, avec V. Chirica, dans Les relations transatlantiques et l'environnement international, éd. par J. Tercinet, Bruxelles, Bruylant, 2005
- La politique du Canada face au terrorisme : une étude comparée, dans A. Macleod (dir) Lutte anti-terroriste et relations transatlantiques, Bruxelles, Bruylant, 2006
- La politique étrangère de Stephen Harper, dans M. Venne et M. Fahmy(dir) L'annuaire du Québec 2008, Montréal, Éditions Fides, 2007
- Le Canada entre multilatéralisme et bilatéralisme dans Le multilatéralisme. Mythe ou réalité, sous la direction de M. Bacot-Décriaud, Bruxelles, Bruylant, 2008
- Du bipolarisme au multipolarisme: l'évolution du système international et de la sécurité, dans A. Macleod (dir) Les défis de la sécurité internationale à l'aube d'un monde pluripolaire, Bruxelles, Bruylant, 2011
- Vous avez dit terrorisme ! Le 11 septembre ébranle les consciences, sous la direction de J-F. Payette et L. Olivier, Montréal, Éditions Fides, 2011  (ISBN 9782762131161)